# Neoterebra acrior
Neoterebra acrior é uma espécie de gastrópode do gênero Neoterebra, pertencente a família Terebridae.

## Distribuição
Esta espécie ocorre no Mar do Caribe, o Golfo do México e Porto Rico.